# Jarabe Tapatío
Der Tanz Jarabe Tapatío, auch bekannt unter der US-amerikanischen Bezeichnung Mexican Hat Dance (dt. mexikanischer Huttanz), ist der Titel eines Musikstückes sowie seines gleichnamigen Begleittanzes und gilt als mexikanischer Volkstanz.
Die spanische Bezeichnung jarabe bedeutet übersetzt so viel wie Elixir oder Sirup. Tapatío ist ein umgangssprachlicher Begriff für jemanden oder etwas, das aus der zweitgrößten Stadt Mexikos (Guadalajara) stammt. Manchmal wird dieses Musikstück mit La Raspa, einem anderen mexikanischen Tanz, verwechselt.
Außerdem stammt das Lied von dem Mariachi Silvestre Vargas.

## Choreographie
In seiner Standardform wurde er vom Mexikaner Felipa Lopez erstmals Anfang des 20. Jahrhunderts für eine von der Regierung gesponserten Feier (Fiesta) choreographiert. Diese Feier fand anlässlich des Endes der Mexikanischen Revolution statt.
Seit der Uraufführung gewann dieser Tanz als Zeichen der mexikanischen Lebensweise weltweit Anerkennung.
Seine englische Bezeichnung als „Mexican Hat Dance“ gewann er durch häufig verwendete große Hüte (Sombreros) beim Tanz und als Tanzmittel.

## Melodie
Die üblich verwendete Melodie wurde häufig in Filmen als Identifikationsmittel für das mexikanische Volk und seine Lebensweise sowie als Klingelton auf Handys diverser Anbieter verwendet. Sie zeichnet sich durch ihren Ohrwurm-Charakter und Lebensfreude aus.